# Charles Duke
Charles Moss Duke Jr., detto Charlie (Charlotte, 3 ottobre 1935) è un ex astronauta statunitense.
È un generale di brigata in pensione dell'Aeronautica Militare degli Stati Uniti e un astronauta della NASA. Come pilota del Modulo Lunare nella missione Apollo 16 del 1972, è diventato il decimo uomo (e tuttora il più giovane) a camminare sulla Luna.
Come pilota collaudatore, Duke ha collezionato 4 147 ore di volo, di cui 3 632 su velivoli a reazione, 265 ore trascorse nello spazio, sommate a 21 ore e 28 minuti di EVA.
Ora risiede a New Braunfels nel Texas ed è attualmente l'amministratore delegato del consiglio d'amministrazione della Astronaut Scholarship Foundation.

## Biografia

### Primi anni
Duke è nato a Charlotte, Carolina del Nord, il 3 ottobre 1935, da Charles M. Duke e Willie Waters Duke entrambi originari di Lancaster, Carolina del Sud. Ha studiato alla Lancaster High School e si è diplomato come Valedictorian alla Admiral Farragut Academy di St. Petersburg, Florida nel 1953. È anche un membro della Boy Scouts of America. Nel 1957 ha ricevuto il diploma universitario in Scienze Navali dalla Accademia Navale degli Stati Uniti e una Laurea in Aeronautica dal Massachusetts Institute of Technology nel 1964.

### Carriera militare
Appena dopo il Diploma dell'Accademia Navale, nel 1957, Duke è stato reclutato dalla US Air Force; assegnato alla base di Spence, in Georgia, ha ricevuto immediatamente un addestramento avanzato sui velivoli di tipo F-86 Sabre nella base di Moody sempre in Georgia, dove si è diplomato distinguendosi in tutti i corsi. Dopo la conclusione del periodo di addestramento, Duke ha servito per tre anni come Pilota di Intercettori con il 526º intercettori alla Base Aerea di Ramstein in Germania. Dopo essersi diplomato con particolare menzione anche alla Scuola per Piloti Aerospaziali nel 1965 è diventato Pilota Istruttore ed ha volato con gli F-101 Voodoo, F-104 Starfighter, e con T-33 Shooting Star.

### Carriera alla NASA

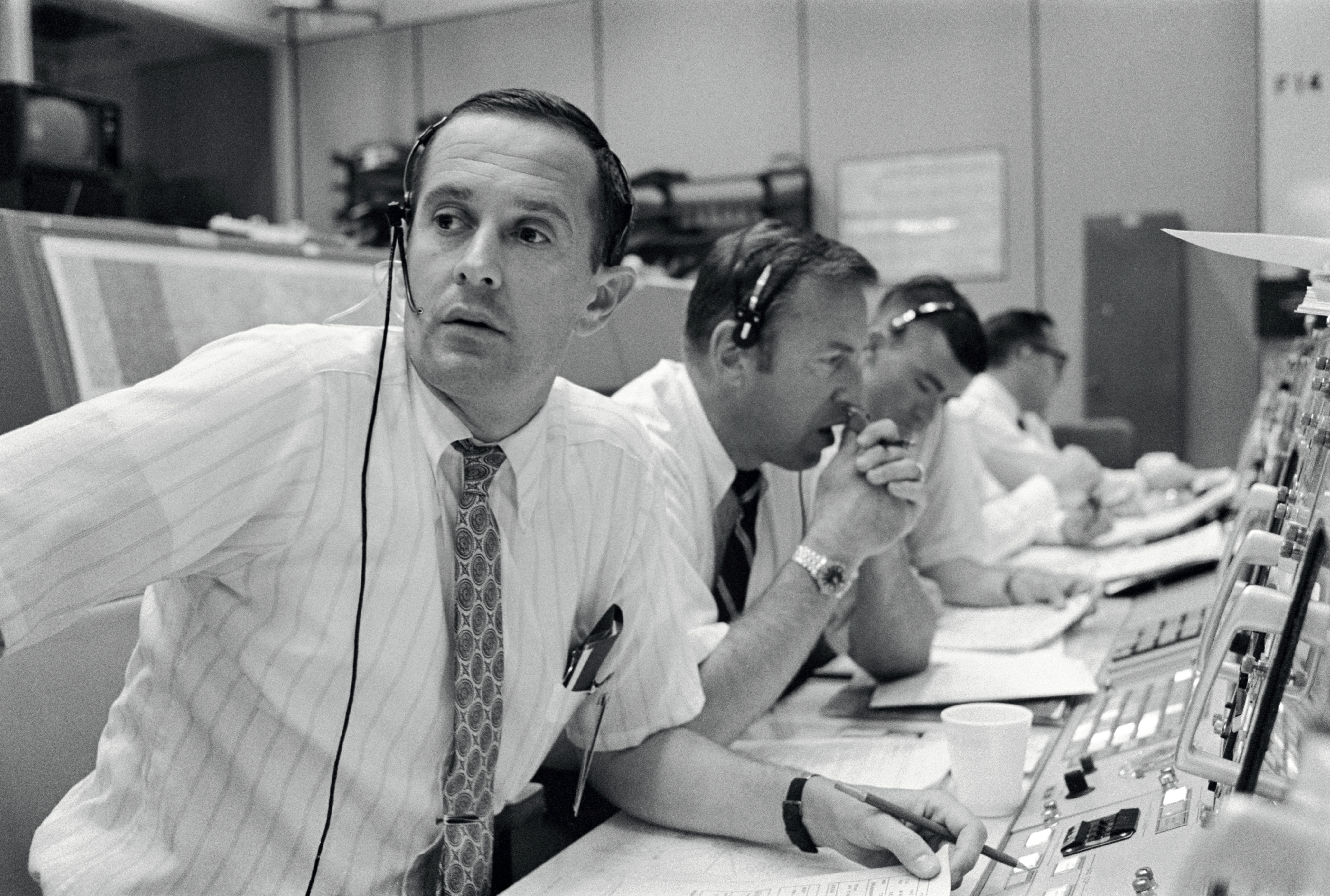
Duke come Capcom dell'Apollo 11 nel 1969

Nell'aprile del 1966, Duke è stato selezionato tra i 19 membri del quinto gruppo di Astronauti della NASA. Nel 1969, divenne membro della squadra di supporto per la missione Apollo 10 e operò da Capcom nella missione Apollo 11, la prima a scendere sul suolo lunare e la sua voce ed il suo accento del sud degli Stati Uniti divenne familiare in tutto il mondo. Come Capcom, divenne infatti la voce ufficiale del Controllo Missione, resa nervosa ed impaziente da un allunaggio molto lungo che fece quasi esaurire il carburante sul Modulo Lunare Eagle. Le famosissime prime parole all'equipaggio dell'Apollo 11 furono abbastanza confuse: "Roger, Twank... Tranquility, we copy you on the ground. You got a bunch of guys about to turn blue. We're breathing again. Thanks a lot!" (Trad: OK, Twank..Tranquillity, vi vediamo al suolo. Avete fatto diventare blu un bel gruppo di ragazzi. Ricominciamo a respirare. Grazie Mille!). Duke è stato il pilota di riserva della missione Apollo 13; qualche giorno prima della missione, si ammalò di rosolia dal figlio di un amico e inavvertitamente espose il primo equipaggio all'infezione. Mentre gli altri due componenti avevano già contratto la malattia, quindi formalmente immuni Thomas K. Mattingly dovette essere sostituito come Comandante del Modulo di Servizio da Jack Swigert. Ironicamente Mattingly non si ammalò durante tutta la durata della missione e per la normale rotazione degli equipaggi venne riassegnato come Pilota del Modulo di Comando proprio nella missione lunare di Duke, l'Apollo 16.
Duke, appunto, fu il pilota del modulo lunare della missione Apollo 16, nel 1972, nella quale lui e John W. Young scesero sull'altopiano Descartes ed effettuarono tre EVA, facendo di Duke la decima persona che camminò sulla superficie lunare. In tutto rimase sulla Luna per circa 70 ore.

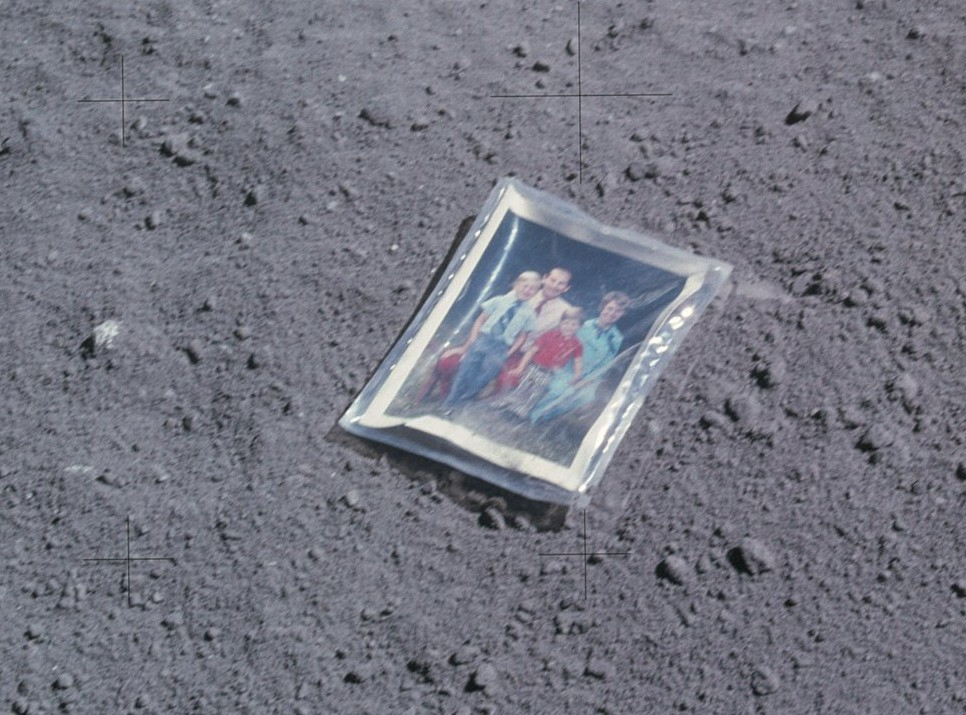
La fotografia della Famiglia Duke, lasciata da Charlie sulla Luna

 Come da lui più volte raccontato e testimoniato anche da fotografie sul suo sito ufficiale, prima di abbandonare il nostro satellite, volle lasciare come ricordo del suo passaggio una foto della sua famiglia, che tuttora giace sul suolo lunare, seppure l'altissima radiazione solare bruciò l'immagine dopo una trentina di secondi circa.
Duke fu anche scelto come pilota di riserva per la missione Apollo 17. Nel 1975 lasciò la NASA per dedicarsi ad altre attività.
Duke è sposato e padre di due figli.

## Curiosità
Il dj e produttore The Blaze gli ha dedicato la canzone "Charles Duke".

## Onorificenze
Gli è stato dedicato un asteroide, 26382 Charlieduke.

## Galleria d'immagini

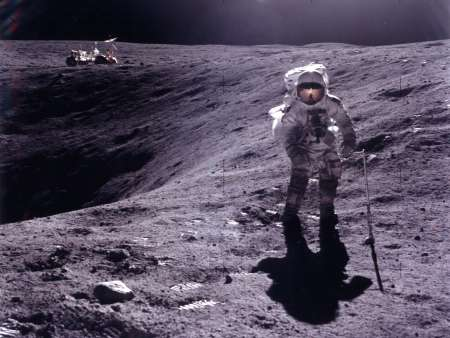
Charlie Duke
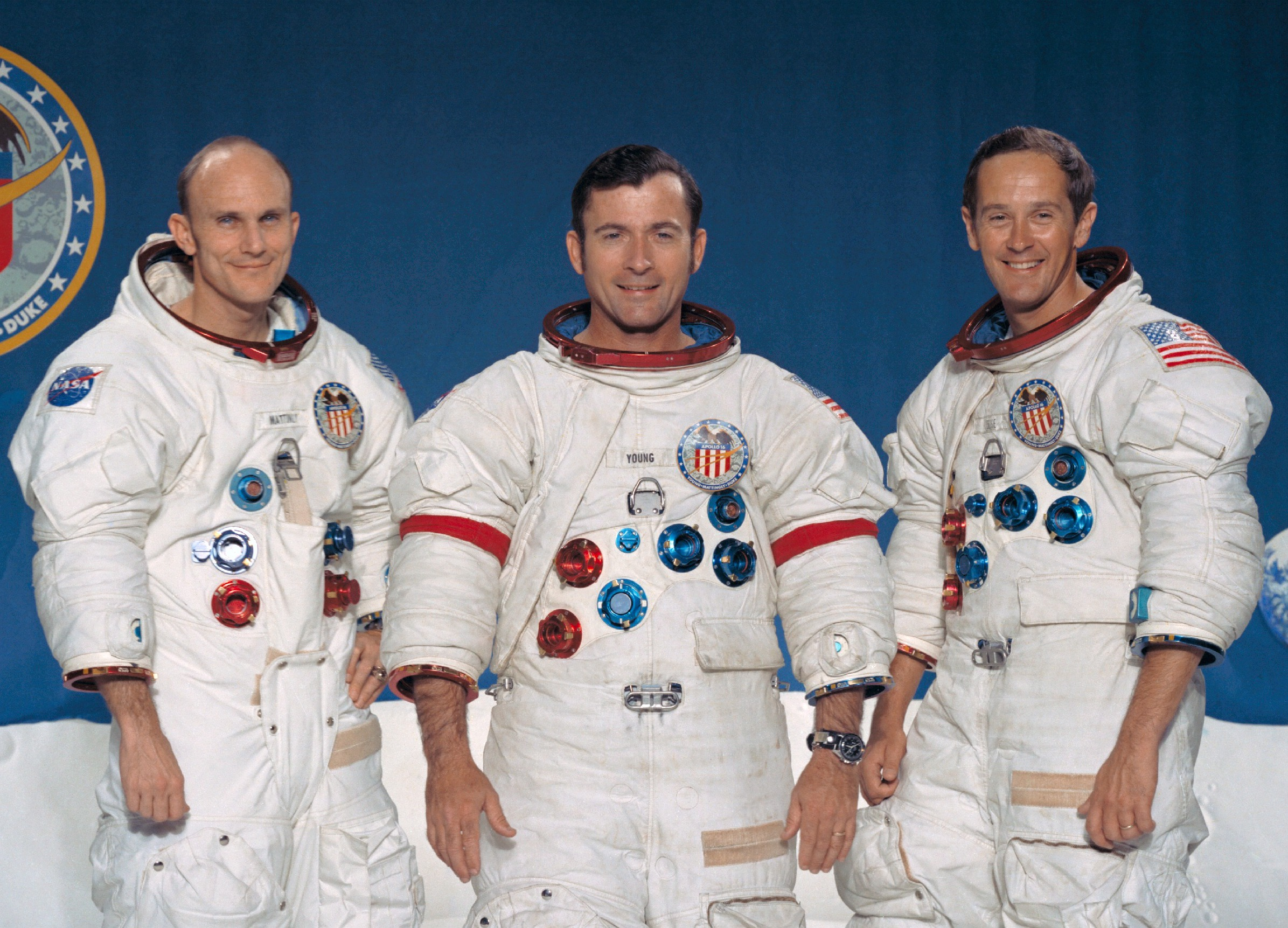
Apollo 16
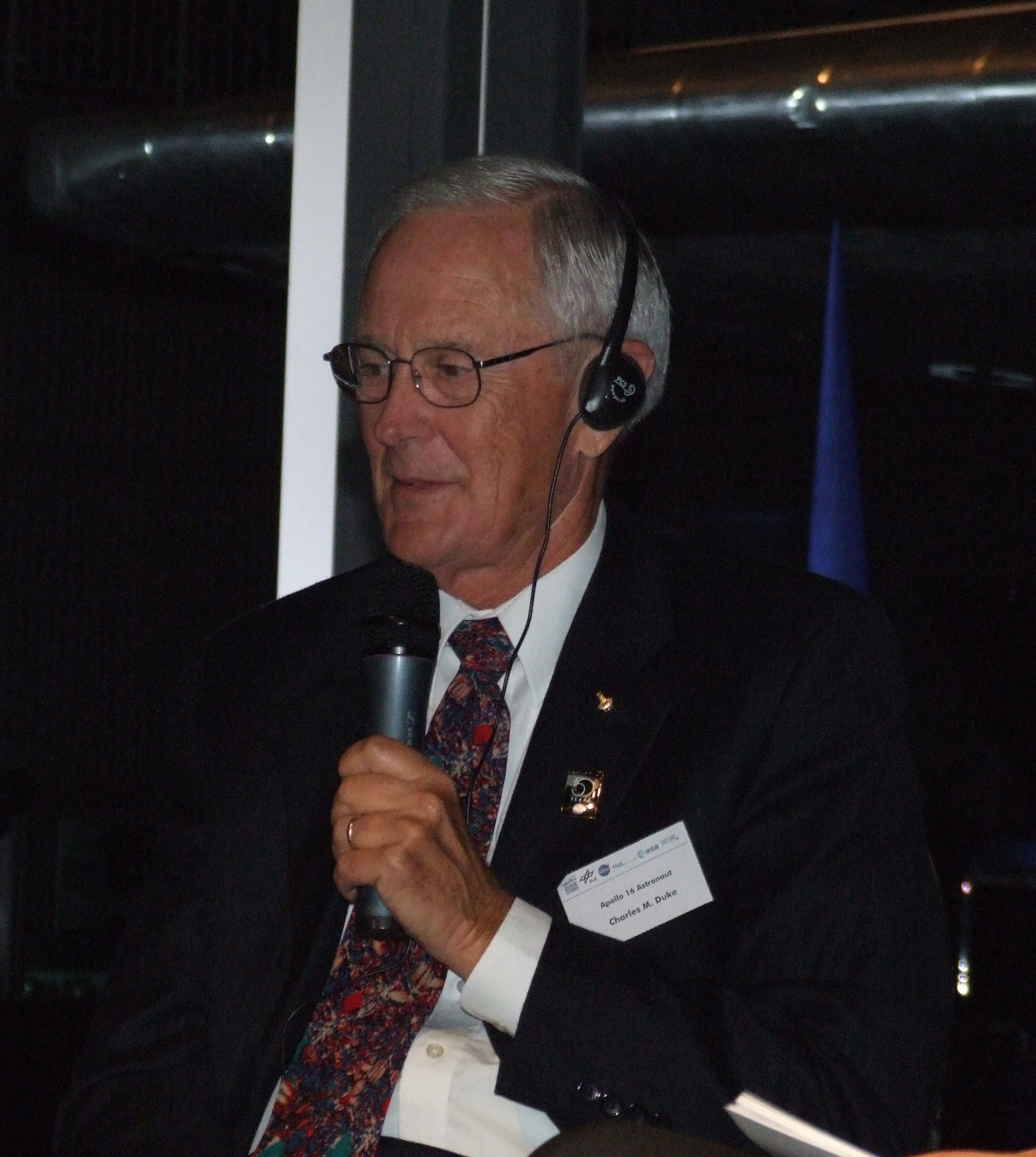
Charlie Duke, Spira